# Horror japonês
Horror japonês, também chamado de terror japonês ou J-Horror, é um estilo de obras de terror produzidas na cultura popular japonesa, célebres por suas temáticas únicas e por seu tratamento característico do gênero de terror à luz dos enfoques ocidentais. O horror japonês tende a se focar no terror psicológico e na construção de tensão (antecipação), especialmente envolvendo yurei (fantasmas) e poltergeists, enquanto diversos deles contêm temas relacionados à religião popular, como possessão, exorcismo, xamanismo, premonição e yōkai.

## Origem
A origem do horror japonês vem do Período Edo e do Período Meiji, onde eram conhecidas como kaidan.
O filme Ring, de 1998 mostrou pela primeira vez a imagem dos yūrei para o ocidente; são fantasmas, espíritos ligados ao mundo físico devido a fortes emoções que não lhes permite passar. Dependendo a emoção que os une, eles se manifestam como um tipo peculiar de fantasma. O tipo mais comum é onryō, um fantasma que tem desejo de vingança.
Como muitas criaturas do folclore,como lobisomens e vampiros, esses fantasmas seguem algumas regras: normalmente mulheres (embora existam yūrei homens), usam roupa branca (cor da vestimenta fúnebre no Japão), e têm cabelos longos.
Muitos filmes japoneses de terror tiveram remakes americanos.

## História do cinema japonês
Após a segunda guerra mundial, com os trágicos eventos de Hiroshima e Nagazaki em 1945, percebia-se certo padrão no cinema japonês, este sendo baseado principalmente nos clássicos filmes de kaijus, clássicos monstros colossais destruindo cidades, sendo seu exemplo mais conhecido o Godzilla.
Filmes com a temática de fantasmas vingativos irritados também eram muito abordados, estes que seriam futuramente o tema mais abordado na temática de terror algumas décadas adiantes, que gerariam clássicos da cultura pop. Filmes como onibaba e kwaidan foram de extrema importância para a construção da base dos filmes de terror durante a era de ouro do terror japonês. Horror psicológico com foco em construção de ambientes estranhos, coisas que veríamos muito adiante e que marcariam pra sempre a indústria cinematográfica.

### Filmes de monstros Kaiju
A primeira influência nos filmes de horror japonês foram os filmes de kaijus, sendo seu mais notável o Godzilla, que estreou originalmente em Godzilla (1954), foi reconhecido pela revista The Monster Times como o monstro mais conhecido do mundo, sendo mais famoso até mesmo do que o Conde Drácula, King Kong, a Múmia, Lobisomem e até mesmo o monstro de Frankenstein.

### Ficção de zumbis
Ficção de zumbis, de mesmo modo que no ocidente, era muito explorada no Japão. Embora houvessem algumas obras antes, nenhuma ficou muito reconhecida nacionalmente, até o lançamento dos dois: Resident Evil e The House of the Dead, da Capcom e da Sega, respectivamente. Esses filmes influenciaram uma série de filmes de terror futuramente, como a comédia zumbi Bio Zombie (1998) e o filme Versus (2000).

## J-horror boom
De 1998 até 2003, houve o atualmente conhecido como J-horror boom, que como o nome indica, se tratou de uma explosão de filmes de terror sendo lançados no cinema japonês, que atingiriam uma escala enorme em pouco tempo, chegando ao ocidente. Por suas temáticas inspiradas em sua cultura peculiar, esses filmes trouxeram um ar novo ao cinema de horror ocidental, o qual já estava extremamente saturado pela indústria do cinema com diversos filmes explorados exaustivamente. Enquanto isso, não se fazendo necessária nem mesmo a ida ao cinema, as obras japonesas fazem um tremendo sucesso apenas com sua chegada em blu-ray e DVDs. 
Além das diferenças temáticas, era perceptível a diferença técnica dos filmes nipônicos em comparação aos ocidentais. Enquanto os filmes ocidentais se baseavam em cenas de susto, os chamados Jumpscares, são usados exaustivamente, com áudios extremamente altos, cientificamente produzidos para causar surpresa, os filmes japoneses se baseavam em construção de tensão, e de ambiente. Criar uma situação desconfortável, estranha e absolutamente real. Poder se identificar com os personagens ou situação traz uma enorme imersão ao espectador, tornando o terror ainda maior. Utilizando de um visual muito mais simples, sem filtros de imagem, apenas com sons ambientes, e nem muitos cortes de câmera, tornam tudo uma experiência muito mais real, fator que foi inclusive, uma das falhas em suas adaptações ocidentais.
Conversar com o cotidiano e crenças, mostrando situações que podem ser facilmente compreendidas pelo público é o charme desse catálogo de filmes, mostrando como todas essas produções estavam muito à frente de seu tempo. Todo seu formato, apoiando-se em um terror que não se baseia apenas em medo ou susto, e sim um mesclado de sentimentos como raiva, nojo, desconforto, desespero, surpresa, apresentados de formas muito diferentes. Um exemplo, é o filme Dark water, que embora se trate de um filme de horror, não possui nem mesmo uma cena que poderia causar susto propriamente. O filme aborda um tipo diferente de terror, o desespero do abandono, de uma criança esperando sua mãe buscá-la na escola, uma mãe que nunca chega, enquanto todas suas amigas já estão indo embora. Toda a narrativa imerge o espectador numa relação extremamente bem desenvolvida das protagonistas, mãe e filha.
Outra característica é a pouquíssima quantidade de personagens presentes nos filmes, que não têm interesse em abordar morte de personagens insignificantes, e sim em desenvolver própria e profundamente cada um deles, o que faz com que tenhamos muito mais empatia com eles.

## Ringu

### Influência
Ringu (romanização de リング) é um filme de terror de 1998. É uma adaptação para o cinema do livro homônimo, escrito por Koji Suzuki. Serviu de inspiração ao remakes sul-coreano The Ring Virus (1999) e ao estadunidense The Ring (2002). O filme fez muito sucesso no Japão, obtendo 15,9 bilhões de ienes. Sua produção durou aproximadamente 9 meses.
Ringu foi um filme extremamente importante em termos de influência, sendo considerado um divisor de águas na história do cinema. Tratou-se de um filme de vanguarda, como um dos primeiros contatos com esse universo cinematográfico japonês por parte do ocidente. Hoje sendo considerado um filme cult, Ringu apresentou esse "novo" modelo de terror ao ocidente.

### Sinopse
Uma repórter decide investigar a morte misteriosa de sua sobrinha. Ela descobre que foi por uma fita de vídeo que, quem a assiste, morre em sete dias. Curiosa, a repórter assiste ao vídeo. Quando a fita acaba, o telefone toca, e ouve-se um som assustador. A partir de então, ela tem sete dias para descobrir como acabar com a maldição e salvar sua vida, e a de seu filho, que também assistiu à fita. Para isso, ela conta com seu ex-marido, um professor cético, mas dotado de percepção extrassensorial, para investigar o misterioso vídeo amaldiçoado.

### Arquétipos culturais
Apresentando um confronto com a modernidade como tema, o diretor Hideo Nakata apresenta como seu trunfo, a mundialmente conhecida Sadako, uma yūrei querendo vingança contra aqueles que a prenderam no poço no passado. A utilização do que para os japoneses é análogo aos fantasmas, serve para abordar os temas de maternidade, família e embate do tradicional com a modernidade,

## Dark water

### Sinopse
Yoshimi Matsubara (Hitomi Kuroki) é uma mulher que se divorciou recentemente. Juntamente com sua filha Ikuko (Rio Kanno), ela se muda para um apartamento que aparentemente é perfeito, apesar de estar localizado em um prédio antigo. Os problemas começam quando surge uma goteira insuportável, que invade o apartamento.

### Conceito
Hideo Nakata, mesmo diretor de Ringu, aposta dessa vez em uma proposta extremamente diferente de seu primeiro acerto. Um filme de terror ainda mais excêntrico do que o primeiro, com características mais puxadas ao drama do que ao terror propriamente. Nada de apresentar seu fantasma exaustivamente até o espectador se cansar de vê-lo. 
O terror em Dark water se dá majoritariamente pela goteira no apartamento da protagonista, numa bolsa de criança que fica reaparecendo e no extrassensorial do público.

### Temas
Novamente apostando em uma humanização do monstro, como em Ringu, Hideo mostra novamente como os humanos podem ser verdadeiros monstros. Todo o desespero do filme que o torna de fato uma obra de terror, está presente na empatia que sentimos pelas personagens. Uma mãe desesperada para manter a guarda da filha, uma filha que tenta se manter compreensiva com a ausência da mãe, e uma garotinha misteriosa em uma roupa de chuva amarela, que mais tarde descobrimos que foi abandonada pela mãe, sendo essa a temática principal, e o fator de verdadeiro terror no filme: o medo de ser abandonado, visto da perspectiva de uma criança.

## Ju-On: The Grudge

### Sinopse
No Japão, dois fantasmas vingativos atormentam e matam qualquer um que entre na casa onde eles morreram: Kakayo, uma mulher assassinada pelo marido, e seu filho pequeno, Toshio.

### Conceito
Dessa vez do diretor Takashi Shimizu, Ju-on mostra que os filmes japoneses podem ser extremamente disruptivos até mesmo dentro de um mesmo gênero. Enquanto os filmes de Hideo Nakata apostavam em poucos personagens, uma trama envolvente, não mostrar muito seu monstro, uma narrativa linear e profunda, Ju-on vem com uma proposta extremamente diferente.
Em uma narrativa acronológica, com muitos personagens que vão morrendo um a um, é apresentada um terror de situação muito interessante. Não se focando em personagens extremamente bem desenvolvidos, o filme busca na verdade causar impacto com um terror genuíno se jogando totalmente no sobrenatural, diferente de Ringu que apenas se aventurava nas bordas do sobrenatural.

### Temas
Nesse aspecto, de mesmo modo que Ringu, há a presença de uma onryō, um espírito vingativo relativamente semelhante a Sadako, que viria a tomar proporções tão grandes quanto: Kayako Saeki. Mais uma vez, abordando o folclore japonês, seus filmes de terror conseguem colocar um monstro na lista dos mais icônicos do mundo, lado a lado com os grandes nomes da cultura pop como Jason Voorhees, Freddy Krueger, Jigsaw e muitos outros.

## Folclore japonês
Extremamente influenciado pelo Xintoísmo e pelo Budismo, o folclore japonês se destaca de qualquer outra por sua característica díspar. Normalmente envolvendo situações bizarras ou engraçadas, que muitas vezes podem parecer bobas, suas histórias são extremamente interessantes. 

### Exemplos
São muitas as criaturas fantásticas que se destacam, podendo-se citar: 
Kami, descritos como espécies de deuses, embora não análogos ao que se entende como deus para a cultura ocidental; trata-se de seres superiores e transcedentais.
Yōkai, criaturas sobrenaturais como humanos com características de animais, ou o oposto. Este sendo ramo extremamente vasto, estende-se aos Oni, equivalentes aos termos "demônio" ou "ogro". Kitsune que se tratam de raposas, entidades mágicas extremamente inteligentes. Kappa, criaturas aquáticas que podem ser tanto benéficas quanto maléficas. Tengu uma espécie de goblin com um nariz longo característico, alguns com cabeça de pássaro. Yuki-onna que se traduz para "mulher das neves", que cantam para seduzir e atrair os homens, que se perdem e morrem nas nevascas.
Yūrei, análogos aos fantasmas para o ocidente, são pessoas que morreram porém com algum assunto a tratar no mundo dos vivos.
Dragões, este presente em diversas culturas desde europeias, mesopotâmicas, orientais etc. São grandes répteis voadores, extremamente conhecidos ao redor do mundo.
Tanuki, um cão-guaxinim, Travessos e alegres, além de serem conhecidos como mestres do disfarce.
Inugami, um cachorro, extremamente poderoso, capaz de possuir humanos.
Bakeneko, uma espécie de "gato monstro" semelhante aos tanuki.
Nekomata, também um gato, sendo uma espécie de Bakeneko, considerado uma besta extremamente perigosa.
Dentre muitos outros.

## Outras mídias
Há uma série de animes e mangás do gênero terror, podendo-se destacar as obras do mundialmente renomado Junji Ito.

### Junji Ito
Junji Ito (伊藤 潤二 Itō Junji?, Gifu, 31 de julho de 1963) é um artista de mangá japonês, especialista em histórias de horror. 
Dentre suas muitas obras, as mais conhecidas são Tomie, uma história sobre uma bela garota imortal, que seduz homens e os leva a loucura. Uzumaki, que aborda o tema de uma cidade assombrada por uma entidade sobrenatural de espiral. Gyo, uma bactéria chamada "fedor de morte" controla os peixes de uma região. Além de vários contos presentes em The Junji Ito Horror Comic Collection. 

### Tomie
Sendo sua obra mais conhecida, Tomie foi a primeira obra publicada de Junji Ito, extremamente premiada e aclamada, servindo como porta de entrada para o bizarro universo do autor. 
Tomie aborda temas interessantes, sem dispensar muito gore e temas polêmicos. Sendo uma análise do comportamento masculino, Tomie mostra uma visão diferente do que se imagina como reprodução de forma metafórica. Na obra, todos os homens que têm contato com Tomie, eventualmente se apaixonam e sentem um desejo inexplicável de desmembrar a personagem. A proposta é que, sendo imortal, a cada membro de Tomie separado do corpo, nascerá uma nova Tomie, idêntica a original. 
A obra propõe portanto a seguinte situação: "e se houvesse um método diferente de reprodução para o ser humano, mais eficiente, próximo até de uma estrela-do-mar, seria o ser humano mais propenso a esse tipo de reprodução do que as relações sexuais comuns?". Tomie embora seja uma garota muito bonita, que frequentemente seduz os homens, não é apresentado em nenhum momento interesse sexual algum com a personagem na obra. Seria , portanto, que o ponto de vista biológico de passar os genes adiante justaporia o prazer humano nessa situação? 

### Vídeo games
A gama de jogos de terror japoneses é extremamente grande, abrangendo séries mundialmente conhecidas como:
- Resident Evil, uma série de survival horror com zumbis desenvolvida pela Capcom, com Shinji Mikami como mente criativa.

- Silent Hill, franquia mundialmente conhecida que conta os eventos na cidade homônima, desenvolvido pela Konami

- Dino Crisis, trilogia do mesmo criador de Resident Evil, de mesmo gênero com dinossauros.

- Fatal Frame, embora não tão conhecido mundialmente quanto os dois primeiros, o survival horror da Koei Tecmo fez sucesso estrondoso no Japão, visto que aborda temáticas características da cultura japonesa.

- Parasite Eve, franquia composta por filmes, mangás e jogos sobre Eve, que é capaz de controlar as células das pessoas.

- The Witch's House, jogo freeware de puzzle feito em RPG Maker sobre uma garota que entra em uma casa que pertence supostamente a uma bruxa.

Dentre muitos outros.